# Le Retour du fils prodigue (Rembrandt)
Pour les articles homonymes, voir Le Retour du fils prodigue et Le Retour de l'enfant prodigue.
Le Retour du fils prodigue (en néerlandais, « Terugkeer van de Verloren Zoon ») est un tableau de Rembrandt, peint en 1668. Cette huile sur toile de grandes dimensions (262 × 205 centimètres), conservée depuis 1766, quand elle a été acquise par Catherine II, au musée de l'Ermitage, à Saint-Pétersbourg, dans la salle 254, qui est exclusivement dédiée à Rembrandt.
Il fait partie des œuvres finales du maître néerlandais, probablement achevées dans les deux ans suivant sa mort en 1669. Représentant le moment du retour du fils prodigue auprès de son père dans la parabole (Nouveau Testament), il s'agit d'une œuvre renommée décrite par l'historien de l'art Kenneth Clark comme « une image que ceux qui ont vu l'original à Saint-Pétersbourg peuvent être pardonnés de revendiquer comme le plus grand tableau jamais peint ».

## Sujet
Le tableau représente une scène de la parabole du fils prodigue, citée dans l'Évangile selon Luc 15:11-32 du Nouveau Testament : le fils, parti et qui a dilapidé sa fortune, retourne au foyer du père et est accueilli par celui-ci, compatissant. Il est dans un état misérable après des voyages au cours desquels il a gaspillé son héritage et est tombé dans la pauvreté et le désespoir. Il s'agenouille devant son père dans le repentir, souhaitant le pardon et le statut de serviteur dans la maison de son père, ayant réalisé que même les serviteurs de celui-ci avaient un meilleur statut dans la vie que lui. Son père le reçoit d'un geste tendre et l'accueille comme son propre fils. Ses mains semblent suggérer à la fois maternage et paternité ; la gauche apparaît plus grande et plus masculine, posée sur l'épaule du fils, tandis que la droite est plus douce et plus réceptive au geste. Le frère aîné du fils prodigue est debout à droite, qui croise les mains en jugement ; dans la parabole, il s'oppose à la compassion du père pour le fils pécheur 

L'œuvre se réfère précisément aux versets 20 à 24 :

« Comme il était encore loin, son père le vit, et, tout ému, il accourut, se jeta à son cou, et le couvrit de baisers. Son fils lui dit : Mon père, j’ai péché contre le ciel et envers toi ; je ne mérite plus d’être appelé ton fils. Mais le père dit à ses serviteurs : Apportez la plus belle robe et l’en revêtez ; mettez-lui un anneau au doigt et des souliers aux pieds. Amenez aussi le veau gras et tuez-le ; faisons un festin de réjouissance : car mon fils que voici était mort, et il est revenu à la vie ; il était perdu, et il est retrouvé. »

Le père explique: « Mais il convenait de célébrer et de se réjouir, car celui-ci, ton frère, était mort et il est revenu à la vie. Il était perdu, et il est retrouvé » (Luc 15:32).
Rembrandt a été ému par la parabole ; il a réalisé une variété de dessins, de gravures et de peintures sur le thème sur des décennies, en commençant par une gravure à l'eau-forte de 1636 représentant le même thème, mais sous un angle et selon des codes graphiques complètement différents. Le Retour du fils prodigue comprend des personnages non directement liés à la parabole mais vus dans certaines de ces œuvres antérieures ; leur identité a été débattue. La femme en haut à gauche, à peine visible, est vraisemblablement la mère, tandis que l'homme assis, dont la robe suggère la richesse, peut être un conseiller à la succession ou un collecteur d'impôts.

## Description
Le tableau montre deux personnages dans la lumière, au centre, légèrement sur la gauche, et trois en arrière-plan sur la droite. Un sixième personnage, féminin et presque invisible est situé au coin supérieur gauche. Le père, barbu, aveugle (ou malvoyant) debout, vêtu d'un manteau rouge est le personnage central, contrairement à ce que laisse entendre le titre du tableau. Ses deux mains sont placées sur le haut du dos de son fils. Le vieil homme presque aveugle se penche vers lui et lui touche l'épaule d'un geste tendre. Le visage du père est légèrement incliné vers la droite, les yeux paraissent presque fermés. La lumière venant de gauche rend son large front particulièrement frappant. Le visage est encadré par un couvre-chef noué, il a des cheveux gris et une longue barbe légèrement séparée au milieu. Le père porte un court manteau rouge posé sur ses épaules avec des glands. Le visage et les mains du père expriment l'amour, la bonté et le pardon.

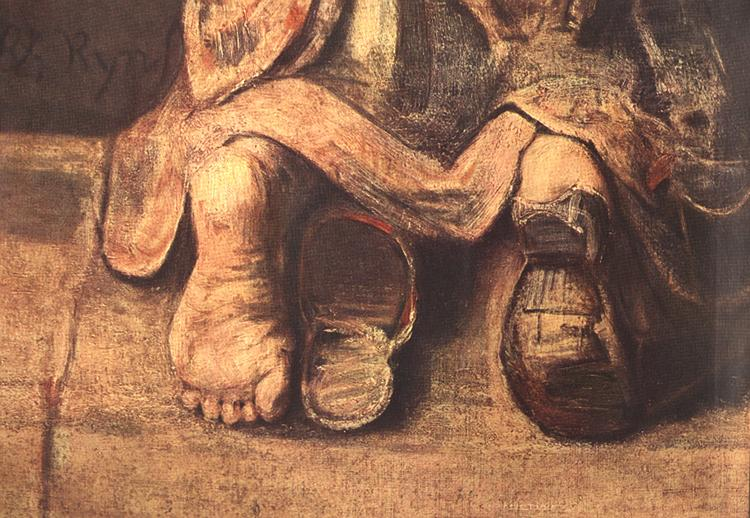
Détail.

Le fils, à genoux, les pieds usés et en haillons, le crâne chauve, a le visage caché contre son père. Ses vêtements rappellent que le voyage qu'il a fait a été long et difficile, car ses chaussures, simples, montrent des signes évidents d'usure. Le pied gauche repose - avec la plante du pied nue face au spectateur - à côté de la chaussure qui a été enlevée. Sa silhouette, qui tourne le dos au spectateur, donne une idée de son état mental confus.
À droite, un personnage de haute taille, presque le sosie du père, se tient tout droit. Pensif, il est légèrement en retrait. Il porte un chapeau, a enfilé un long manteau rouge, porte des bottes solides et garde son visage barbu et blond légèrement incliné vers le bas. Les mains jointes reposent sur un fin bâton. C'est évidemment la figure du fils aîné.
En arrière, au fond de la scène, apparaît un visage curieux et jeune dans l'ombre. Enfin, à mi-chemin entre les deux autres personnages secondaires, un homme moustachu et coiffé d'un chapeau est assis et regarde la scène,,.

## Analyse

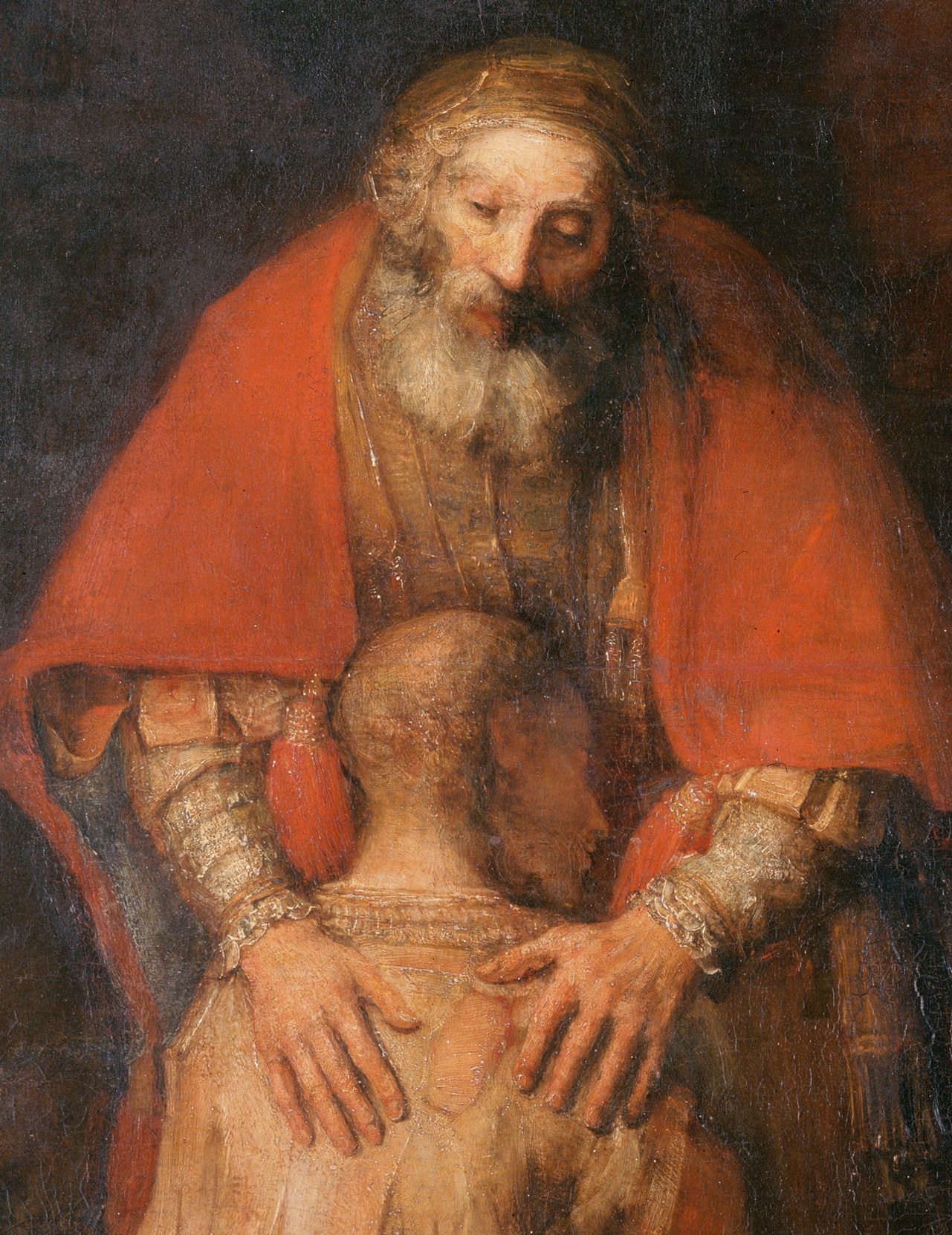
Détail.

Rembrandt est devenu célèbre grâce à sa capacité comme portraitiste à utiliser sa connaissance de la nature humaine et sa perspicacité dans les états émotionnels pour pénétrer la personnalité du modèle et les transposer en thèmes bibliques sur la toile. Bien qu'il ait vécu dans l'environnement de la Réforme protestante, il était considéré comme l’interprète de la Bible du baroque nordique, en raison de ses peintures, gravures et dessins, qui sont devenus des illustrations populaires pour les éditions protestantes et, plus tard, catholiques romaines de la Bible. Ses nombreuses tragédies personnelles et de la perte de sa réputation artistique ont peut-être exacerbé sa sensibilité et sa compassion, dans lesquelles il a surpassé même ses plus grands prédécesseurs, à l'exception peut-être de Michel-Ange. Ses œuvres transmettent des aperçus profonds de la souffrance humaine et des expériences de vie et dégagent un calme intérieur, qui se combine avec une manipulation de la lumière et de l'ombre d'une maîtrise incomparable. Elles véhiculent sensibilité et mélancolie sans sentimentalité, profondeur émotionnelle et intégrité sans langage technique, et simplicité et spiritualité sans naïveté. Rembrandt a supprimé les nimbes, la lueur de la lumière non naturelle et d'autres détails « artificiels » en faveur de l'authenticité intellectuelle. Le Retour du fils prodigue constitue une des représentations picturales les plus extraordinaires du pardon et de l'amour paternel dans l'art occidental, exprimée à travers les gestes et les expressions faciales du père et le langage corporel du fils aux pieds légers.

## Style
Au sein de la riche production hollandaise dans le domaine du graphisme, Rembrandt occupe une position unique. Dans le style tardif des années 1660, il n'y a pas d'emphase extérieurement dramatique. Infiniment simplifiée dans le geste et l'expression, l'image de l'être humain, à l'image du retour de l'enfant prodigue, permet de ressentir principalement des pulsions émotionnelles. L'ingénieuse intensification de l'âme et le traitement extrêmement personnel du clair-obscur (à cet égard, il est assez baroque) ne sont repris qu’en apparence plus tard par ses élèves.

## Réception
Le Retour du fils prodigue démontre la maîtrise de Rembrandt à la fin de sa vie. Son évocation de la spiritualité et le message de pardon de la parabole ont été considérés comme le sommet de son art. Le spécialiste de Rembrandt Rosenberg (et al.) qualifie la peinture de « monumentale », écrivant que Rembrandt : « interprète l'idée chrétienne de la miséricorde avec une solennité extraordinaire, comme si c'était son testament spirituel au monde. [La peinture] va au-delà du travail de tous les autres artistes baroques dans l'évocation de l'humeur religieuse et de la sympathie humaine. Le pouvoir de réalisme de l'artiste âgé n'est pas diminué, mais augmenté par la perspicacité psychologique et la conscience spirituelle. . . L'observateur est réveillé par le sentiment d'un événement extraordinaire. . . L'ensemble représente un symbole de retour aux sources, des ténèbres de l'existence humaine illuminée par la tendresse, de l'humanité lasse et pécheresse se réfugiant à l'abri de la miséricorde de Dieu. ».
L'historien de l'art HW Janson écrit que Le Retour du fils prodigue « est peut-être la peinture la plus émouvante [de Rembrandt]. C'est aussi son moment le plus calme - un moment qui s'étend dans l'éternité. L'atmosphère de silence tendre est si omniprésente que le spectateur ressent une parenté avec ce groupe. Ce lien est peut-être plus fort et plus intime dans ce tableau que dans n'importe quelle œuvre d'art antérieure. »
Le théologien néerlandais Henri Nouwen (1932–1996) a été tellement séduit par la peinture qu'il a finalement écrit un petit livre, Le retour du fils prodigue: une histoire de retour à la maison (1992), en utilisant la parabole et la peinture de Rembrandt comme cadres. Il commence par décrire sa visite au musée de l'Ermitage en 1986, où il a pu contempler seul le tableau pendant des heures. Considérant le rôle du père et des fils dans la parabole par rapport à la biographie de Rembrandt, il écrit : « Rembrandt est autant le fils aîné de la parabole que le cadet. Lorsque, durant les dernières années de sa vie, il a peint les deux fils dans Le retour du fils prodigue, il avait vécu une vie dans laquelle ni la perte du fils cadet ni la perte du fils aîné ne lui étaient étrangères. Les deux avaient besoin de guérison et de pardon. Les deux devaient rentrer à la maison. Tous deux avaient besoin de l'étreinte d'un père qui pardonne. Mais de l'histoire elle-même, ainsi que de la peinture de Rembrandt, il est clair que la conversion la plus difficile à traverser est la conversion de celui qui est resté à la maison. »

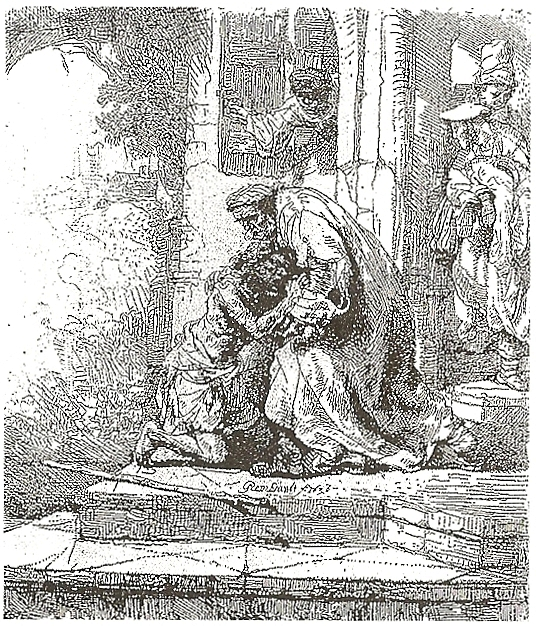
Gravure de rembrandt sur le sujet de 1636, influencée par une gravure sur bois de Martin van Heemskerck
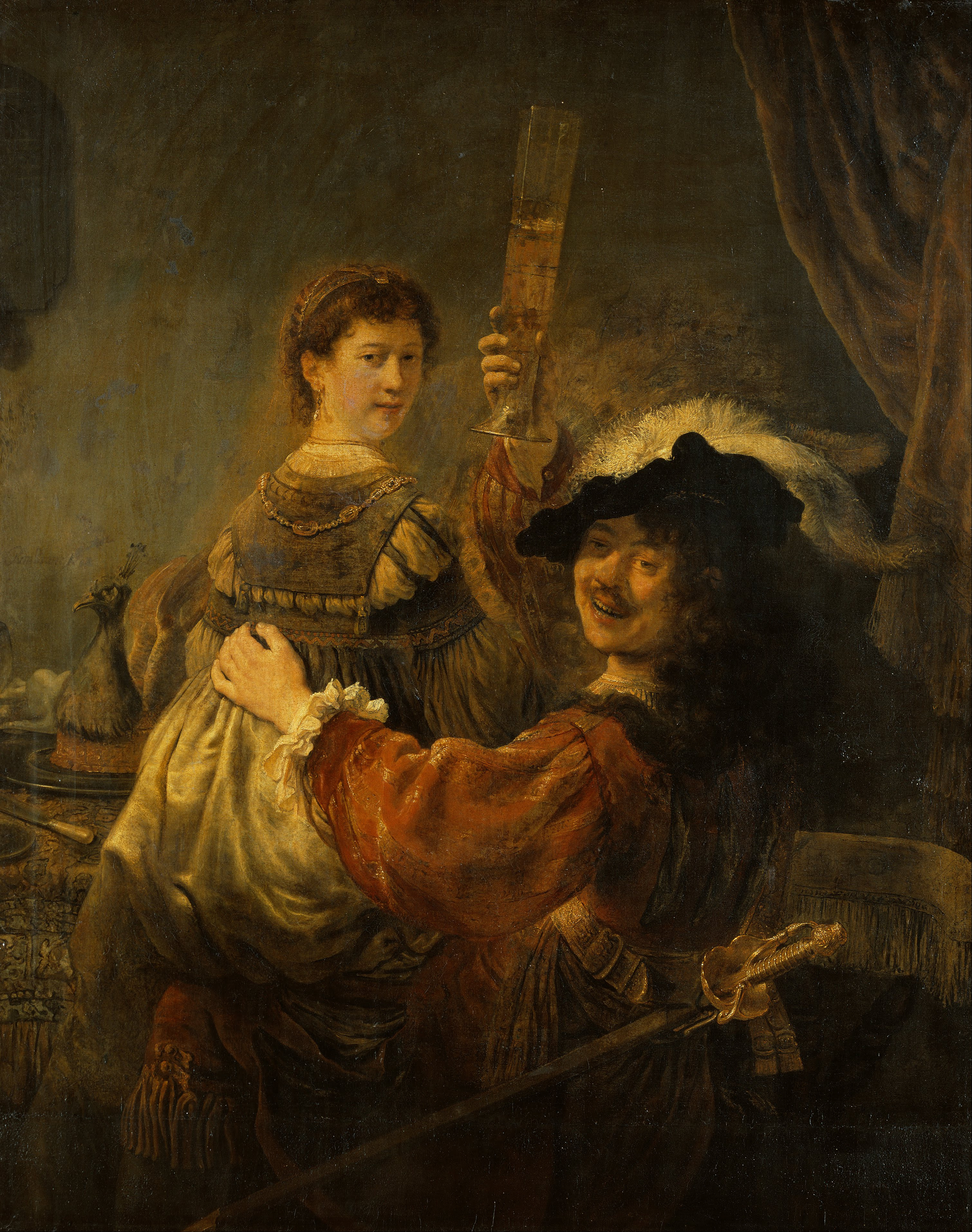
Autoportrait en enfant prodigue dans l'auberge (v. 1637)
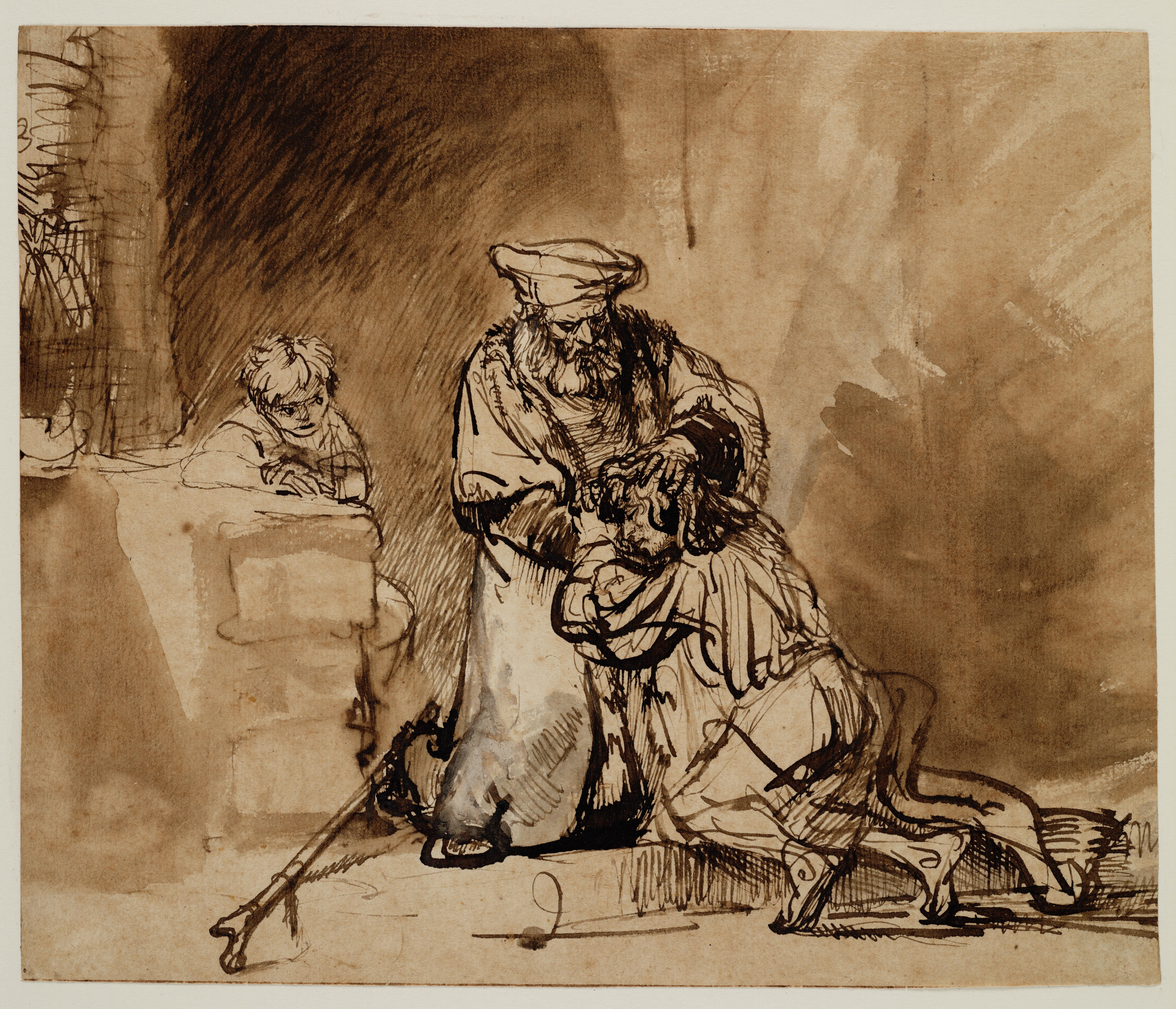
Dessin, 1642